# Burggen
Burggen település Németországban, azon belül Bajorországban. Lakosainak száma 1726 fő (2023. december 31.). Burggen Peiting és Altenstadt (Oberbayern) községekkel határos.

## Népesség
A település népessége az elmúlt években az alábbi módon változott:
| Lakosok száma | 780  | 1269 | 1054 | 1298 | 1685 | 1678 | 1695 | 1675 | 1705 | 1726 |
|               | 1875 | 1950 | 1975 | 1987 | 2012 | 2014 | 2016 | 2017 | 2021 | 2023 |